# Claudiu Târziu
Claudiu Richard Târziu, né le 20 février 1973, est un homme politique roumain, co-président de l'Alliance pour l'unité des Roumains depuis le 28 octobre 2017.

## Biographie
Claudiu Târziu est né à Bacău le 20 février 1973. Entre 1994 et 1999, il étudie à la faculté de droit de l'université de Iași, et en 2002 il commence ses études à la faculté de communication et de relations publiques de SNSPA de Bucarest, qu'il termine en 2007.
Il est depuis novembre 2013 le directeur de la maison d'édition Rost. Cette dernière est présentée comme un « magazine pour la résurrection nationale et chrétienne », qui a, notamment, fait la promotion de figures de la Garde de fer, ancien parti fasciste.
Le 1er décembre 2019, lors de la fête nationale roumaine, le parti politique Alliance pour l'unité des Roumains (AUR) est fondé à Alba Iulia, ville qui symbolise l'unification roumaine. George Simion, l'un de ses cofondateurs, a déclaré que le parti avait l'intention de se présenter aux élections locales et législatives roumaines de 2020. Târziu est actuellement coprésident de ce parti, défini comme ultranationaliste, d'extrême droite, opposé au mariage homosexuel, anti-masque et anti-vaccin, entre autres.
Târziu est le candidat de l'AUR aux élections locales de 2020 en Roumanie dans la ville de Bucarest. Il obtient 0,67% des voix et finit à la 7e place. Quelques mois plus tard, lors des élections législatives de 2020 du pays, l'AUR a renforcé sa popularité après avoir obtenu 9% des voix, devenant le quatrième force politique de Roumanie bien qu'il ait été créé il y a un peu plus d'un an à l'époque.

Târziu avec George Simion en Bistrița, 19 octobre 2024

Claudiu Târziu est marié à Adela Ioana Grăjdeanu Târziu, tête de liste d'AUR au Sénat dans le județ de Bacău lors des élections législatives de 2020. Il a également deux enfants et vit actuellement à Bucarest.

## Idéologie
Târziu est chrétien orthodoxe. Il est également contre l'avortement et a décrit les légionnaires (membres ou partisans de la Garde de fer et de son idéologie) comme « les premiers à être conscients du danger communiste » et qu'ils « avaient le pouvoir de se sacrifier, en raison de leur foi en Christ ». Il a aussi exprimé son admiration pour Corneliu Zelea Codreanu, fondateur de la Garde de fer et un fervent critique du lobby gay.